# Homôľka (Strážovské vrchy)
Homôľka (1072,8 m n. m.) je třetí nejvyšší vrchol v Strážovských vrších, nacházející se jihozápadně od Fačkovského sedla. Na jejích severních svazích se nacházejí vleky a sjezdovky lyžařského střediska Skiarena Fačkovské sedlo a turistická horská chata Homôlka.

## Poloha
Vrchol leží jižně od obce Fačkov, v katastru Kľačno.